# ریچیا
ریچیا (به ایتالیایی: Riccia) یک کومونه در ایتالیا است که در استان کامپوباسو واقع شده‌است.

## خصوصیات
ریچیا ۶۹٫۹ کیلومترمربع مساحت و ۵٬۵۱۷ نفر جمعیت دارد و ۶۸۰ متر بالاتر از سطح دریا واقع شده‌است.